# Romuald Bielicki

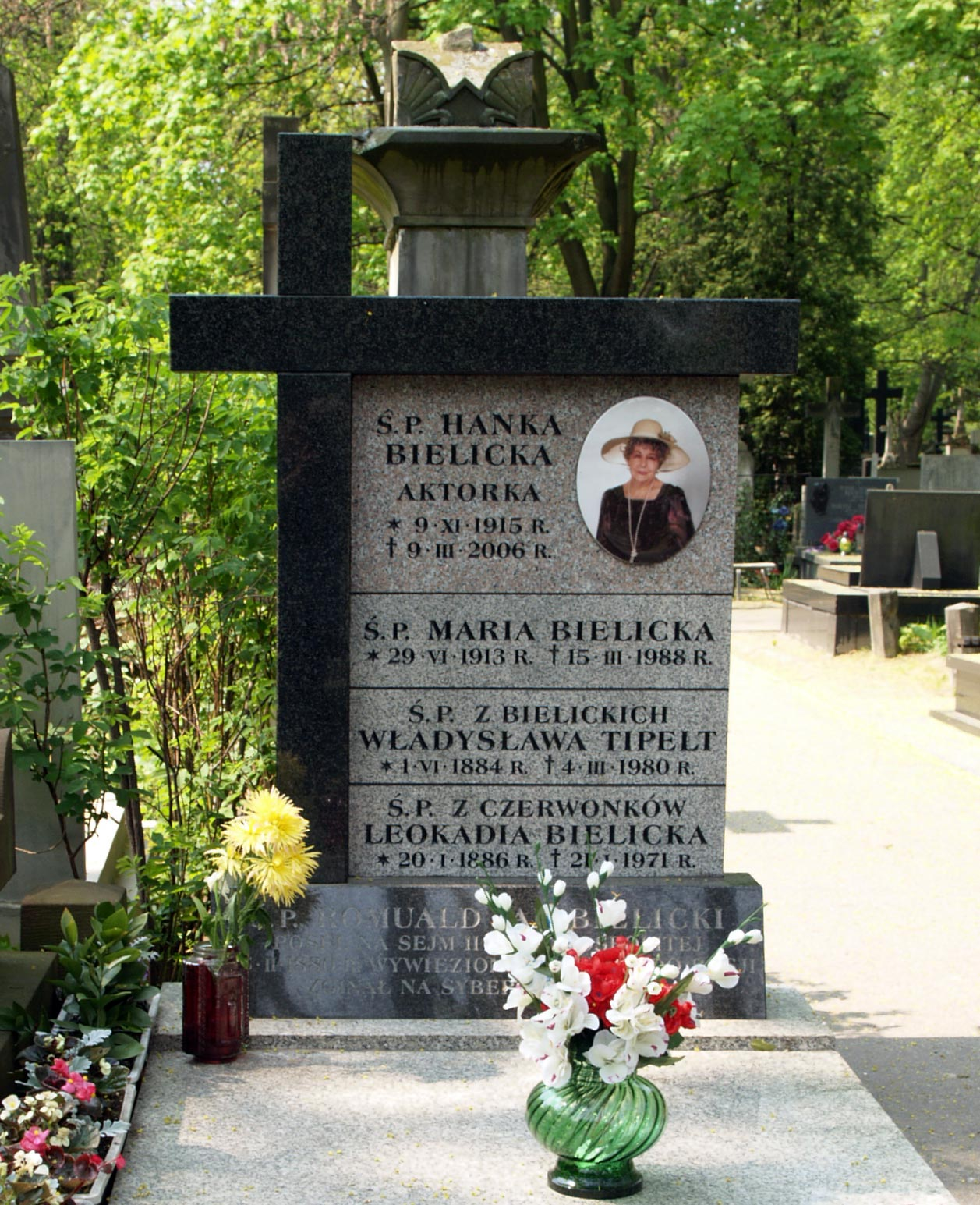
Grób Romualda Bielickiego na Cmentarzu Powązkowskim w Warszawie

Romuald Jan Bielicki (ur. 6 lutego 1880 w Łomży, zm. 9 maja 1946 w ZSRR) – polski polityk, działacz społeczny i samorządowy, radny Łomży, poseł na Sejm I kadencji w II RP z ramienia Związku Ludowo-Narodowego.

## Życiorys
Ukończył szkołę powszechną i gimnazjum w Łomży.
Po ukończeniu gimnazjum pracował w kancelarii sądu okręgowego w Łomży. Od 1898 kierownik Towarzystwa Oświaty Narodowej. Uczęszczał do szkoły rolniczej w Puławach. W 1905 za udział w manifestacji patriotycznej został pozbawiony pracy w sądzie i zesłany do Wiatki. W związku z amnestią zawrócony z drogi na zesłanie, następnie 7 miesięcy więziony i skazany w 1907 na rok twierdzy. Po odbyciu kary przeniósł się do Galicji i po skończeniu szkoły gorzelniczej w Dublanach pracował jako gorzelnik w Ostrowie pod Sokalem, a następnie jako opiekun stadniny w Boguchwale pod Rzeszowem. Po wybuchu I wojny światowej został w 1915 ewakuowany do Rosji. Do 1918 przebywał w Kononowce w guberni połtawskiej, gdzie pracował jako koniuszy w stadninie koni. 
W 1918 powrócił do Łomży, a w listopadzie tego samego roku został mianowany przez ministra spraw wewnętrznych inspektorem samorządu gminnego w powiecie łomżyńskim. 4 lutego 1919 został wybrany radnym Łomży na trzyletnią kadencję. W czasie wojny polsko-bolszewickiej zgłosił się na ochotnika do Wojska Polskiego i walczył m.in. nad rzeką Narwią. W Łomży organizował Związek Wychowańców i Wychowanic Szkół Rolniczych. Był członkiem łomżyńskiego oddziału Towarzystwa Dobroczynności. W wyborach w 1922 był zastępcą posła z listy nr 8 w okręgu wyborczym nr 7 (Łomża). 10 czerwca 1925 uzyskał mandat posła na Sejm w wyniku zrzeczenia się mandatu przez Franciszka Wierzbickiego. W Sejmie pracował w komisjach: administracyjnej i reform rolnych. Od 1925 dyrektor komunalnej kasy oszczędności w Łomży, został pozbawiony stanowiska po zamachu majowym. Od 1926 był oboźnym województwa białostockiego Obozu Wielkiej Polski. W 1928 roku ponownie kandydował w wyborach jako zastępca posła. Był prezesem Katolickiego Stowarzyszenia Młodzieży Męskiej i Żeńskiej w Łomży, a także działał w lokalnej Akcji Katolickiej. Zasiadał w zarządzie łomżyńskiej Polskiej Macierzy Szkolnej. Działał w ruchu spółdzielców spożywczych. W 1937 wszedł w skład rady Polskiej Centralnej Rady Kredytu Bezprocentowego. 
W czasie II wojny światowej aresztowany przez NKWD w 1940 i wywieziony w głąb ZSRR. Zginął w niewyjaśnionych okolicznościach w 1946. Jego grób znajduje się na cmentarzu Powązkowskim w Warszawie (kwatera 37-1-1).

## Rodzina
Był synem Władysława, drobnego właściciela ziemskiego, i Marianny z Jakubowskich. W 1912 roku ożenił się z Leokadią z Czerwonków, z którą miał dwie córki: Marię (1913-1988) i Hankę (1915-2006), aktorkę dramatyczną i estradową.

## Ordery i odznaczenia
- Krzyż Pro Ecclesia et Pontifice[2]